# Mantun
Mantun is een bestuurslaag in het regentschap Sumbawa Barat van de provincie West-Nusa Tenggara, Indonesië. Mantun telt 2174 inwoners (volkstelling 2010).